# Совка ленточная малая
Совка ленточная малая (лат. Noctua orbona) — ночная бабочка из семейства совок.

## Описание
Размах крыльев 33 - 45 мм.

## Ареал и местообитание
Ареал вида простирается на территории всей Европы, кроме её севера; также обитает в северной Африке, Малой и центральной Азии. Встречается на сухих лугах, пашнях, остепненных склонах, в степях, по балкам, в парках и садах.

## Время лёта
Период лёта бабочки приходится на июнь, а после диапаузы с августа до октября. Бабочки летом имеют диапаузу. Развивается одно поколение за год.

## Гусеницы
Кормовые растения гусениц: подмаренник, крапива, яснотка белая, щавель, клевер, виноград, декоративные растения и другие.